# Lembah Danum

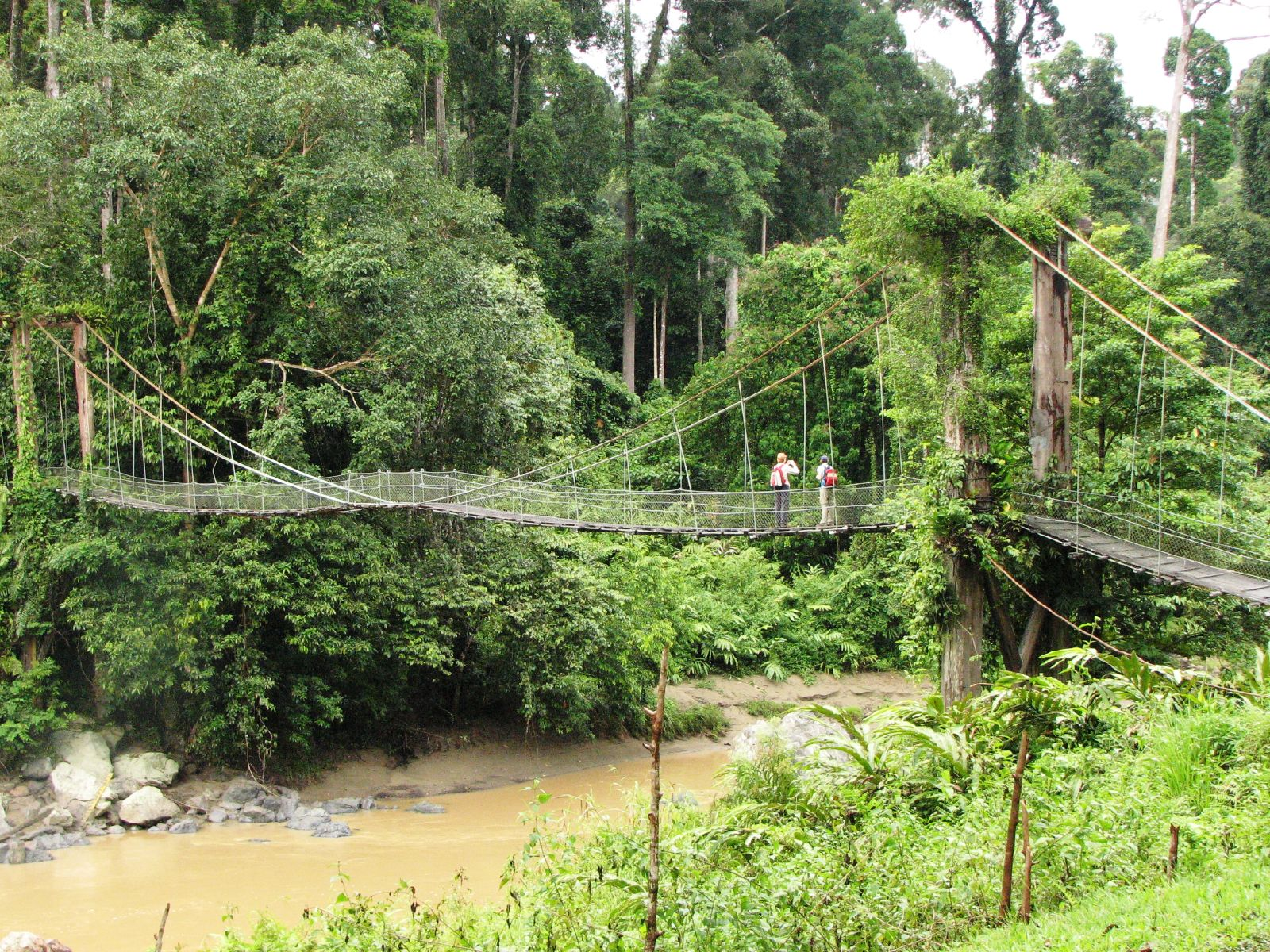
Flussbrücke in den tropischen Regenwald

Lembah Danum (deutsch Danumtal) ist ein Regenwaldgebiet im malayischen Bundesstaat Sabah im Nordosten der Insel Borneo, von dem 438 Quadratkilometer als Schutzgebiet Danumtal (malaiisch  Kawasan Pemuliharaan Lembah Danum, englisch Danum Valley Conservation Area) seit 1980 unter Naturschutz stehen. Das Schutzgebiet ist Teil eines 10.000 Quadratkilometer großen Waldmanagement-Areals, der zur Yayasan Sabah Group gehörenden Yayasan Sabah Forest Management Area, in der neben weiteren Naturschutzgebieten auch holzwirtschaftlich genutzte Gebiete und Wald-Rehabilitationsareale liegen. Ein benachbartes Schutzgebiet innerhalb des Waldmanagement-Areals ist das 588 Quadratkilometer große Maliau-Becken.

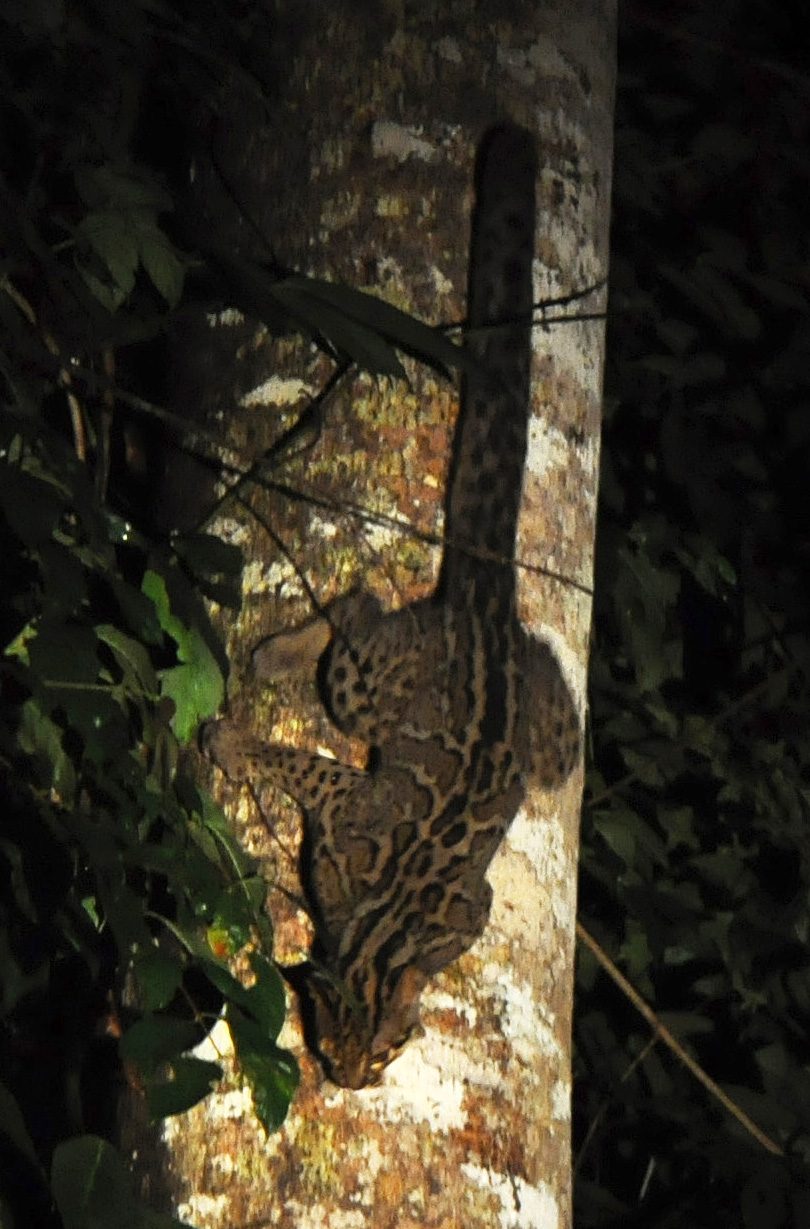
Marmorkatze im Danumtal

Das Schutzgebiet ist fast ausschließlich von tropischen Tieflandregenwäldern bedeckt.
So bietet das Reservat zahlreichen Tierarten eine Heimat, die durch die Zerstörung dieses Lebensraumes bedroht sind. Unter den etwa 120 Säugetierarten sind besonders die seltenen Orang-Utans hervorzuheben. Aber auch zahlreichen anderen, seltenen Großtieren, wie Asiatischen Elefanten, Bantengs, Malaienbären, Nebelpardern, Bartschweinen und verschiedenen Hirscharten bietet das Gebiet eine Heimat. Des Weiteren stellt es eines der letzten Rückzugsgebiete des seltenen Sumatranashorns dar. Im Schutzgebiet kommen über 340 Vogelarten vor. Im Danum-Tal steht auch der Weltrekordhalter unter den Regenwaldbäumen: Ein Gelber Merantibaum erreicht dort 100,8 Meter Höhe.